# Johanna Wolff (Juristin)
Johanna Wolff (* 1980 in Bielefeld) ist eine deutsche Juristin.

## Leben
Von 1999 bis 2004 studierte sie Rechtswissenschaft an der Universität Bielefeld und der Goethe-Universität. Von 2007 bis 2008 absolvierte sie ein Master-Studium am King’s College London. Nach der Promotion 2009 in Frankfurt am Main und dem juristischen Vorbereitungsdienst (2008–2010) am Kammergericht Berlin war sie von 2011 bis 2017 Forschungsreferentin am Deutschen Forschungsinstitut für öffentliche Verwaltung (FÖV) Speyer. Nach der Habilitation 2020  an der Universität für Verwaltungswissenschaften Speyer ist sie seit 2022 Professorin für Öffentliches Recht am Institut für Staats-, Verwaltungs- und Wirtschaftsrecht an der Universität Osnabrück.

## Schriften (Auswahl)
- Ausländische Staatsfonds und staatliche Sonderrechte. Zum Phänomen „Sovereign Wealth Funds“ und zur Vereinbarkeit der Beschränkung von Unternehmensbeteiligungen mit Europarecht. Berlin 2009, ISBN 978-3-8305-1688-0.
- Anreize im Recht. Ein Beitrag zur Systembildung und Dogmatik im Öffentlichen Recht und darüber hinaus. Tübingen 2020, ISBN 3-16-159530-0.